# Émile Duclaux
Émile Duclaux (Aurillac, 24 de junho de 1840 — Paris, 5 de fevereiro de 1904) foi um biólogo e bioquímico francês.

## Carreira
Sucessor de Louis Pasteur na direção do Instituto Pasteur, estudou fermentação e doenças microbianas.
Com Louis Pasteur trabalhou na doença do bicho-da-seda, na fermentação do vinho e na fabricação de cerveja, e na refutação da teoria da geração espontânea da vida. Também esteve envolvido em estudos de combate à filoxera, estudou queijo e composição do leite, tratou de física (capilaridade, etc.), agricultura, higiene médica, química e bacteriologia. Foi autor de uma teoria de capilaridade, na qual assimilou a superfície dos líquidos a uma membrana elástica distendida (1872). O nome das enzimas com a adição comumente usada vem de Duclaux. A importância geral das enzimas reconhecidas por Pasteur na época foi refletida em uma revisão de Duclaux em 1877. Ele escreveu uma biografia de Pasteur e um manual de microbiologia.

## Publicações
- Traité de microbiologie
- Pasteur, histoire d'un esprit, Imprimerie Charaire, 1896
- Avant le procès (l'Affaire Dreyfus), P. V., Paris, Stock Éditeur, 1898.
- L'hygiène sociale, 1902
- Ferments et maladies